# Praxedis de Kiev
Praxedis, numită, de asemenea, Eupraxia și Adelaida, (în ucraineană Євпраксія Всеволодівна; n.c. 1070 – d. 10/11 iulie 1109, Kiev) a fost contesă de Stade prin căsătoria cu contele Henric al III-lea și împărăteasă consoartă romano-germană începând din 1089 prin căsătoria cu împăratul Henric al IV-lea (această căsătorie a fost desfăcută în 1095).

## Biografie
Praxedis, numită Adelaida după convertirea la catolicism, a fost fiica marelui duce Vsevolod I al Kievului și a celei de-a doua soții a sa, Anna, fiică a conducătorului cumanilor. Cu ocazia căsătoriei ei cu contele Henric al III-lea de Stade din familia nobiliară Udon, se spune că a venit în Ducatul de Saxonia cu o magnifică caravană de cămile care aducea nenumărate bogății și comori.
Potrivit surselor, după moartea contelui Henric în 1087, împăratul Henric al IV-lea a curtat-o pe neobișnuit de atrăgătoarea Adelaida de care se îndrăgostise. Logodna din 1088 s-a finalizat cu nunta la Köln în 1089, urmată imediat de încoronarea Adelaidei.
Totuși, această căsătorie a eșuat complet. Henric și-a acuzat soția de infidelitate și a ținut-o sub pază la Verona. Cu ajutorul lui Welf al V-lea al Bavariei, Adelaida a reușit să se refugieze în castelul Matildei de Toscana la începutul anului 1094 făcându-se ulterior renumită pentru oferirea multor detalii referitoare la căsătoria ei cu Henric al IV-lea.
Conciliul de la Konstanz din 1094 s-a ocupat de acuzațiile aduse de Adelaida lui Henric. În 1095 ea a fost prezentă la Conciliul de la Piacenza unde a relatat în fața papei Urban al II-lea despre desfrânarea revoltătoare a soțului ei. Veridicitatea acestor acuzații nu poate fi dovedită nici astăzi dar, adevărate sau nu, au fost menite să distrugă imaginea lui Henric în fața lumii. Deoarece papa Urban al II-lea după Controversa pentru învestitură s-a numărat printre adversarii lui Henric al IV-lea înlăturându-l pe candidatul acestuia la tronul papal, Clemens al III-lea, se poate presupune că informațiile date de Adelaida au fost utile papei ca material de propagandă și că ulterior au fost deseori exploatate.
Cronicarii vremii, ca Wilhelm din Giesebrech sau Donizo din Canossa, au avut păreri contrarii în această privință ceea ce demonstrează că oamenii înclinau să accepte ideea care corespundea apartenenței lor la o tabară sau la alta.
Potrivit presupunerilor istoricului Gerd Althoff, căsătoria Adelaidei cu Henric al IV-lea ar fi avut doar scopul de a confirma un acord de pace între împăratul și oponenții săi saxoni, iar rolul ei de soție ar fi fost similar cu cel al ostaticilor care erau necesari pentru consolidarea și asigurarea alianțelor. Potrivit surselor, împăratul a ordonat ca regina să fie forțată să comită adulter după adulter. Gerd Althoff sugerează interpretarea aceasta ca o dezonoare asemănătoare cu pedepsirea sau chiar uciderea unui ostatic ca urmare a trădării.
Adelaida a părăsit scena istoriei după ce papa a decis că era nevinovată în conflictul cu împăratul Henric și a eliberat-o de penitența care ar fi trebuit să i se impună ca urmare a faptului că își părăsise soțul. Căsătoria cu Henric a fost desfăcută în 1095, iar Adelaida s-a întors la Kiev unde a devenit călugăriță în mănăstirea numită Lavra Peșterilor din Kiev unde a murit în 1109.